# Femme, kabuki et représentation féminine
 (avril 2019).
Le kabuki est une des formes du théâtre classique japonais, avec le nōgaku et le bunraku. Dernière née, elle est la plus hybride, qualifiée parfois de "chimère du monde de l'art" (Tsubouchi Shōyō) ou de "fusion des arts". Ce genre théâtral émerge au Japon, durant le XVIIe siècle, sous la dynastie des Tokugawa, dans une société rigide et divisée en classes, au sein desquels les hommes sont dominants. Cette domination est perceptible dans la vie quotidienne des femmes, et par conséquent stylisée dans le théâtre. Pourtant, c'est une femme qui en est à l'origine, et malgré un jeu encore aujourd'hui masculin, l'obsession du genre reste de représenter la féminité, par les performances de l’onnagata et divers accessoires. L'influence de la femme sur le kabuki est donc primordiale sur son développement.

## Brève histoire du genre: les origines féminines du kabuki
Le terme kabuki, qu'on désigne aujourd'hui souvent comme la réunion des kanji "danse-chant-technique" (歌舞伎) pourrait avoir pour autre origine le verbe kabuku (傾く) qui signifie "pencher", "incliner" ou encore "avant-garde" et "se comporter étrangement", en référence à la troupe de marginaux formée par la créatrice du genre, Izumo no Okuni sur les rives de l'actuelle rivière Kamo.

### Izumo no Okuni

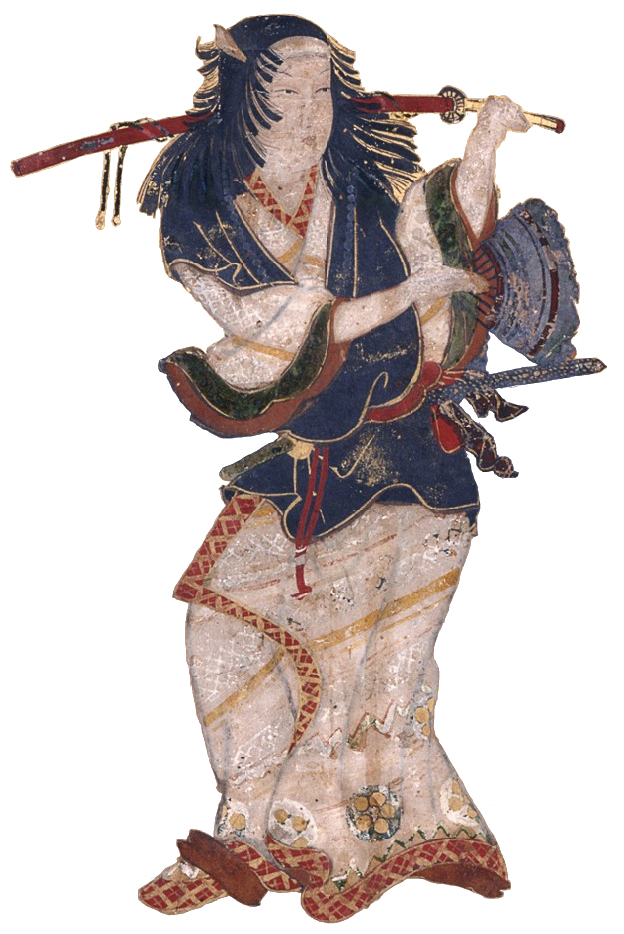
Izumo no Okuni, miko créatrice du kabuki

Le kabuki, théâtre aujourd'hui exclusivement masculin, apparaît à l'époque d'Edo avec Izumo no Okuni, une femme qu'on suppose être une miko. Celle-ci était membre d'une troupe d'aruki-miko, des danseuses-musiciennes-courtisanes qui voyageaient autour de la capitale Edo (actuelle Tokyo), protégées par un centre religieux qui leur assurait une liberté de mouvement. On dispose de relativement peu d'informations sur la créatrice du genre, Izumo no Okuni, et donc sur la date de naissance exacte du kabuki. La légende fait d'elle une miko (bien qu'un seul document en atteste) au sanctuaire d'Izumo où travaillaient déjà plusieurs membres de sa famille. Selon les coutumes de l'époque, elle fut envoyée en tournée pour danser et récolter des fonds pour son sanctuaire, développant un style unique, inspiré du furyū odori mais incorporant aussi des éléments du théâtre nō et du kyōgen. C'est en 1603 qu'apparaît pour la première fois le terme de kabuki-odori (littéralement danse kabuki). Okuni, accompagnée des instruments du nō (flûte nōkan et tambours ōtsuzumi, kotsuzumi et taiko) chante des chansons à la mode (ko.uta), danse sur une scène similaire à celle du nō, vêtue de vêtements à la mode, déguisée, voire travestie. Elle devient rapidement connue et est invitée à se produire à divers endroits. En 1604, elle ouvre une scène semi-permanente au sanctuaire de Kitano Tenmangu à Kyōto, où elle avait fait sa première apparition costumée en kabuki-mono l'année précédente, puis se produit en 1607 au château du shōgun à Edo, aux côtés des compagnies de nō Kanze et Komparu. On suppose qu'elle est morte en 1613 mais il est possible qu'elle ait simplement pris sa retraite, une autre source mentionnant sa mort improbable en 1658. Sa succession sera assurée par Okuni II, une courtisane de Kyōto.

### Les 3 stades du kabuki
Le kabuki d'origine est donc créé par une femme, et joué principalement, et contrairement au nō et au bunraku, par la gent féminine. Certains spécialistes distinguent dans les premières décennies du kabuki deux "genres", le onna kabuki (kabuki des femmes), pratiqué par Okuni et sa troupe, et le yūjo kabuki (kabuki des courtisanes), lié au monde de la prostitution. Contrairement au kabuki d'Okuni, le yūjo kabuki consistait davantage en un défilé de femmes en tenues séduisantes, et identiques, dont les danses, qui différaient de celles de la miko, demandaient une scène plus large afin que les danseuses s'y produisent simultanément. Plutôt qu'un orchestre nō de musiciens masculins, les troupes de courtisanes adoptent le shamisen, un instrument exotique, et des instrumentistes féminines. Les hommes sont relégués à des rôles comiques de saruwaka, qui rappellent les intermèdes d'ai-kyōgen dans le théâtre nō.
Les liens de ces représentations au monde du plaisir, avec Okuni qui se travestissait volontiers, jouant les hommes et faisant jouer à ces derniers les femmes (voir la pièce Chaya asobi), puis l'appropriation du genre par les courtisanes, sont réprouvés par la morale confucéenne qui s'inquiète de l'ambivalence sexuelle prônée par le jeu et de l'attirance des guerriers pour ce nouveau phénomène populaire. En conséquence, le shōgunat va prendre la décision d'interdire le kabuki féminin en 1629. Ce sera l'occasion pour les troupes de wakashu, composées d'iroko, des "(jeunes) garçons de joie", de gagner en popularité car elles étaient jusqu'alors éclipsées par leurs rivales féminines.

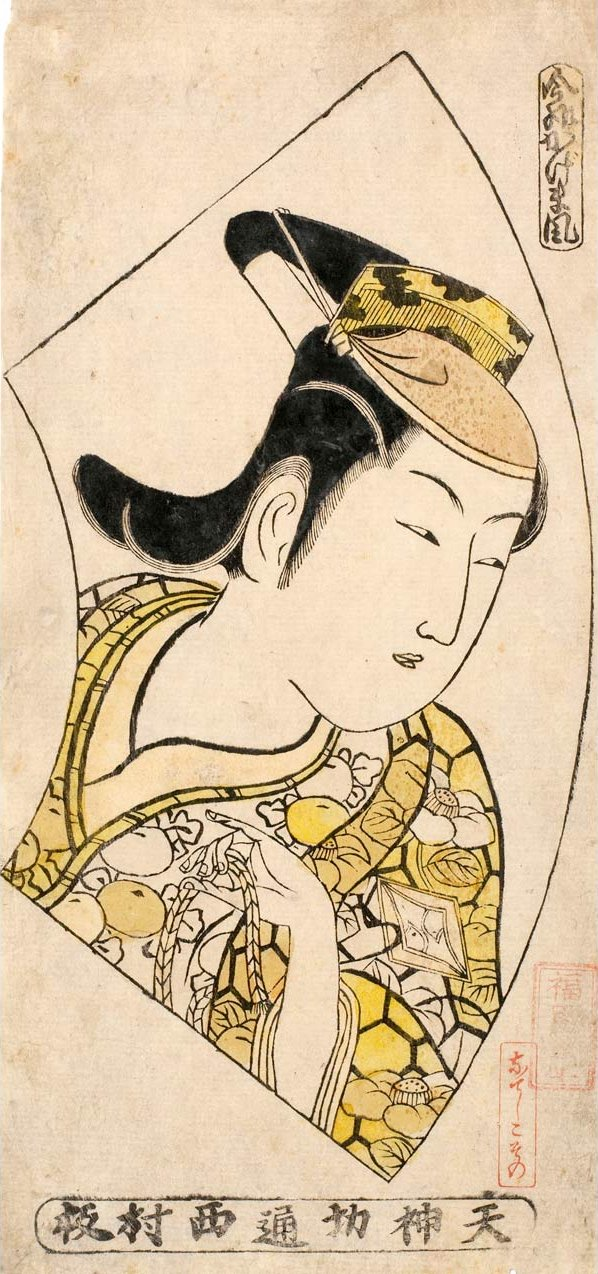
Un wakashu, 1716

Ces troupes sont les précurseurs des onnagata (incarnation masculine de rôles féminins), puisque les femmes sont interdites sur la scène. Le genre, qui introduit des éléments de jonglerie et de funambule, sera dans un premier temps protégé par le shōgun Tokugawa Iemitsu, amateur d'iroko (bien que le terme, qui signifie "enfant de couleur", nie la prostitution homosexuelle à laquelle les jeunes acteurs participaient), puis interdit en 1652 par son fils, Ietsuna, qui va réprimer de façon plus générale le kabuki, lui reprochant ses liens au monde du plaisir, et l'isolant dans des quartiers réservés. Les acteurs et courtisanes n'étaient pas supposer les quitter, et ce pour éviter une "contagion" à une société par ailleurs particulièrement rigide, et basée sur le principe héréditaire du système hiérarchique confucéen shinōkōshō 士農工商 (guerriers, paysans, artisans, marchands), duquel les acteurs de théâtre sont d'ailleurs exclus, au même titre que les criminels, les mendiants, et les travailleurs au contact de la "souillure" (mort, excrément) en raison des lois bouddhiques en vigueur.

Après de longues négociations, les acteurs de kabuki obtiennent le droit de revenir sur scène, à deux conditions : d'abord, les garçons de plus de 14 ans doivent maintenant porter la coupe de cheveux partiellement rasée des adultes (yarō) et le spectacle doit désormais présenter des éléments réalistes, ou une histoire, plutôt que de simples chants et danses, qui tiennent plus du music-hall. On utilisera un temps le terme de monomane kyōgen zukushi (littéralement "imitations qui font croire toutes sortes de choses") pour désigner ce nouveau kabuki. Le jeu gagne pendant l'ère Genroku (1688-1703) en qualité, avec un répertoire littéraire supérieur lié aux collaborations avec Chikamatsu Monzaemon et aux adaptations de ses pièces et de celles de ses successeurs, ainsi qu'avec de nouveaux acteurs, dont l'un d'eux, Yoshizawa Ayame transforme le jeu des onnagata (ou oyama - acteurs spécialisés dans les rôles féminins). Par la suite, le kabuki décline au XVIIIe siècle, en partie à cause du scandale Ejima-Ikushima, du nom d'une concubine et d'un acteur mais se réaffirme, de différentes façons, à l'ère Meiji. 

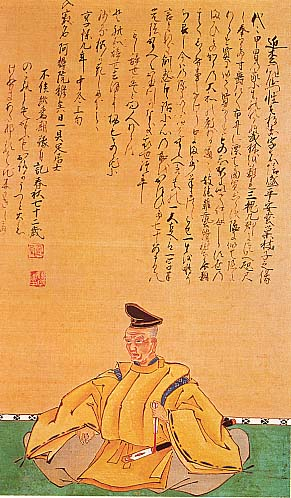
Chikamatsu Monzaemon, dramaturge pour le bunraku et le kabuki

## L'incarnation féminine: onnagata
Les acteurs de kabuki, jusqu'à la fin du XVIIIe siècle, se spécialisent dans un seul type de rôle, que ce soient en tant que personnages masculins, comiques, ou rôles féminins, connus sous le nom d'oyama ou, plus fréquemment, onnagata.

### Définition

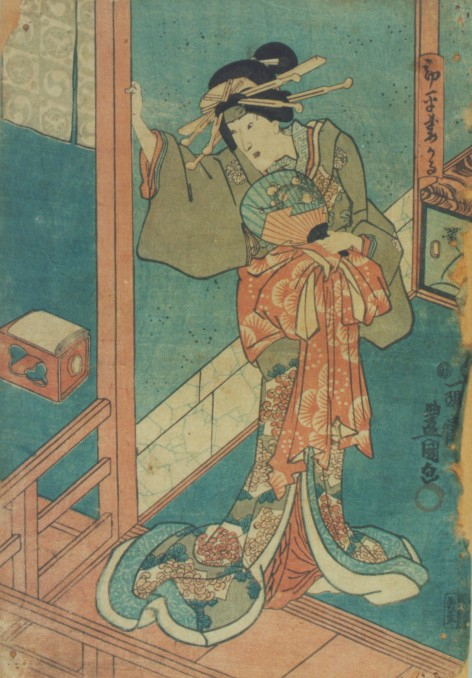
Estampe d'un onnagata

Les termes oyama ou onnagata 女形, dont les kanjis signifient "forme de la femme" désignent les acteurs interprétant les rôles féminins dans le kabuki. Cela signifie que la représentation féminine s'est basée sur le regard masculin, mais aussi sur un idéal de beauté androgyne admis et recherché par la société depuis longtemps. On dit que dans les premières décennies du kabuki, les rôles de courtisanes étaient relativement fréquents et que c'est ainsi que le mot oyama en est venu à désigner l'ensemble des rôles. Une autre théorie est qu'il dérive du nom d'un marionnettiste (car le kabuki s'est beaucoup inspiré du bunraku) spécialisé dans les poupées de femmes, Oyama Jirosaburō. La technique des onnagata, ou oyama, est considérée par beaucoup comme ayant été conçue au milieu du XVIIe siècle, par Ukon Monzaemon, un acteur, suivant l'interdiction des femmes de monter sur scène. À défaut de pouvoir passer physiquement pour une "vraie" femme, le rôle de l'acteur onnagata est de styliser la féminité, d'en synthétiser l'essence de façon symbolique. 
"... le travail de l'onnagata n'est pas de mettre en valeur la beauté du corps proprement dit, mais celle des costumes, car l'élégance qu'il déploie surgit avant tout des savantes arabesques qu'il fait tracer aux larges manches et à la traîne de ses somptueux kimonos. Sa sensualité est surtout offerte par sa silhouette de dos, dans ces poses renversées en arrière qu'affectionnent ces danses, dans la lignée ondoyante qui descend de sa nuque dévoilée…" (Tschudin 2011 :352). 
Ainsi, l'acteur n'a pas besoin d'être beau, et les plus célèbres onnagata ne le sont d'ailleurs pas. Ce qui compte, c'est l'essence, plus que le corps.
Quelques traités concernant la façon d'agir en onnagata ont été écrits, et notamment "The Words of Ayame", attribué au très connu Yoshizawa Ayame (1673-1719), célèbre pour ses interprétations qui ont transformé le jeu des onnagata. Ce traité insiste sur le fait que la performance de l'onnagata ne se limite pas à l'art de la scène, durant l'époque Edo en tout cas, mais devrait s'étendre à la vie de l'acteur, si ce dernier désire passer maître dans son art. Ce propos est quelque peu nuancé par  la remarque d'un acteur onnagata d'Edo  à l'acteur de kabuki Sakata Tōjūrō (1647-1709). Cet onnagata considérait que le jeu, sans égard pour le genre à incarner, est une imitation, et que donc, même un acteur masculin doit travailler dur pour imiter un homme.

### Pièce et importance du rôle féminin

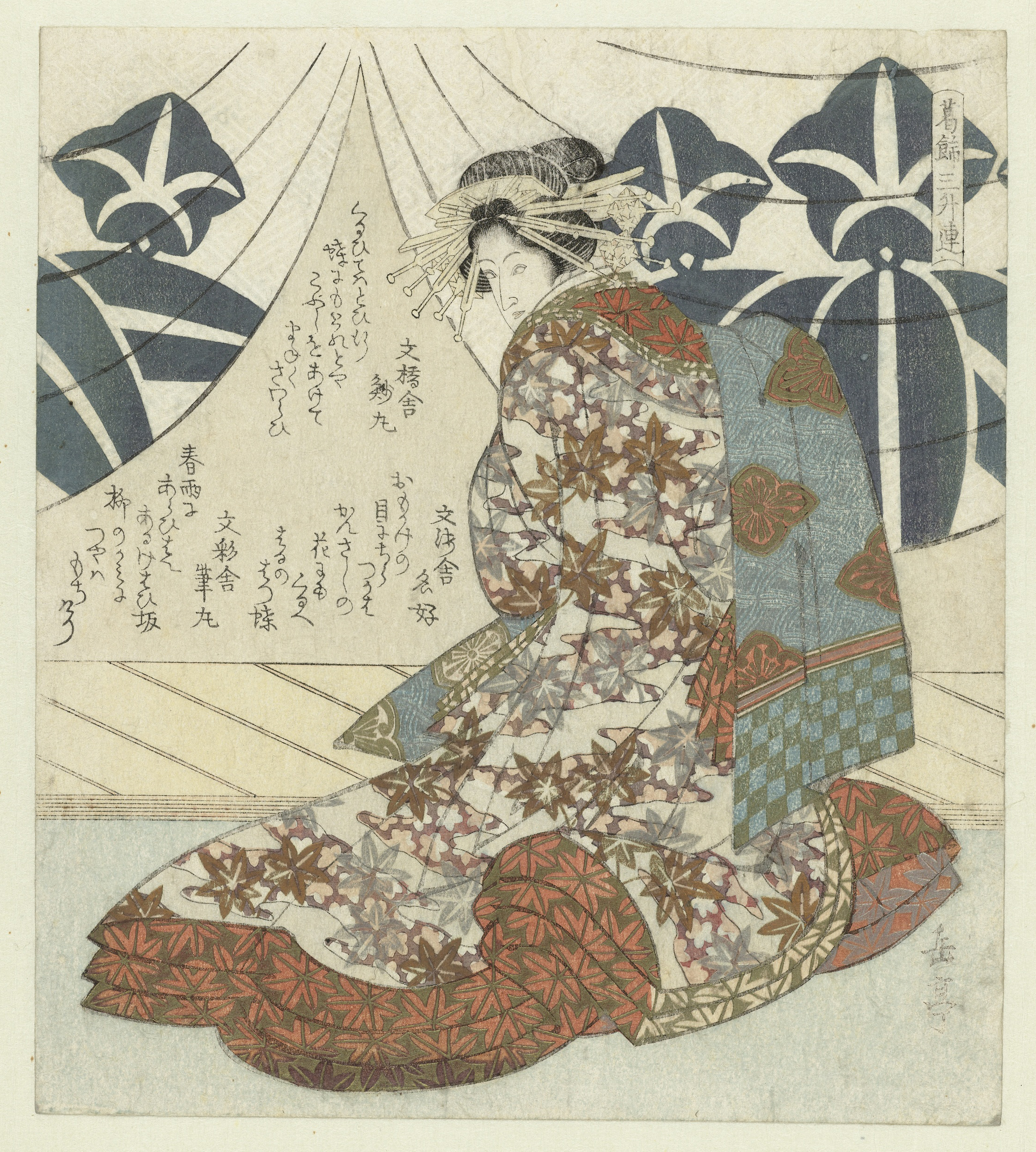
Rôle de courtisane, Kewaizaka no Shôshô

Au commencement des performances d' onnagata, on pouvait diviser en trois larges groupes les rôles: les wakaonnagata, les kashagata et les fuke oyama. Les premiers représentaient des figures jeunes (wakai en japonais) comme des dames de la Cour, princesses et courtisanes, et étaient donc joués par de jeunes acteurs. Les seconds désignaient des femmes d'âge moyen, et les derniers des figures âgées. Il existe aussi un classement des rôles types (yakugara) en sept catégories majeures : courtisane, princesse, fille, figure historique d'épouse, épouse contemporaine, vieille-femme et démon féminin. Au-delà de la scène, il y a encore une hiérarchie des onnagata. On trouve en première position le tate oyama ou tate onnagata, suivi par les rôles principaux ou nadai qui possèdent leur propre loge, au 2e étage des théâtres à l'époque Edo. Parmi les subdivisions inférieures on trouve les jochū, nakai, koshimoto et kanjo qui partagent la même loge, dite chū nikai. Les acteurs les plus talentueux gagnaient le titre de kaneru yakusha, une reconnaissance de leur capacité à jouer des rôles divers. Cependant, les onnagata se tenaient principalement aux rôles féminins, évitant même parfois, pour les plus connues, des rôles de femmes trop "fortes". Dans le cadre des rôles féminins, on insiste cela dit moins sur le caractère des personnages que sur leur rang, leur âge ou leur fonction, car il s'agit rarement de rôles de premier plan. On les retrouve autant dans les jidaimono, pièces historiques, que les sewamono, drames bourgeois, voire les jidai-sewa mono (genre hybride), et jusqu'à la moitié du XVIIIe siècle environ, les oyama avaient par ailleurs l'exclusivité du troisième genre du kabuki : le shosagoto. Il s'agit d'un type de pièce plus courte et basée sur la danse tout en conservant un aspect narratif. Les shosagoto se développent pendant la période Genroku et permettent d'exprimer tout le potentiel de sensualité de l'onnagata. Justement, on peut résumer les principes esthétiques du rôle par: la beauté de la stylisation (yōshikibi), la fiction ou le mensonge (uso), la sensualité (iroke), et plus largement, la torture (zankoku) et le chagrin (kanashimi). Il est à noter qu'un type de pièce plus récent, le kizewamono, qui se développe au XIXe siècle avec Namboku et Mokuami, met en scène des personnages de basse extraction, voire des hinin ("non-humains" en japonais), dont des prostituées en tant que figures centrales.

### Les thèmes réservés aux "femmes"
Au sein d'une même pièce de kabuki, il est possible de faire une transition fluide entre les genres et de passer du comique au tragique, du dialogue le plus prosaïque à un lyrisme poétique, mais un répertoire de base est mis à disposition des dramaturges pour satisfaire autant le public que les acteurs par la présentation de tableaux convenus, ou "scènes à faire". Parmi ces scènes à faire, certaines requièrent la présence des oyama ou onnagata. C'est le cas des nureba,, michiyuki et semeba, entre autres.
Le terme nureba est, dans le kabuki, une scène d'amour, davantage sensuelle que sentimentale. Les scènes sentimentales sont en effet appelées iromoyō. Il s'agit habituellement d'une scène de danse stylisée, interprétée à l'unisson par le tachiyaku (rôle masculin principal) et l' onnagata, lequel mène en général l'action. Durant l'époque Genroku, le kabuki montrait parfois des scènes de querelles et d'embrassades entre courtisanes et clients; c'est de là que viennent les nureba. Le genre est divisible en deux types de performances, un duo impliquant les deux amants ou un solo de danse dans lequel l'onnagata joue à la fois les rôles de l'homme et de la femme. Concernant les michiyuki, ou scènes de voyages, beaucoup présentent un couple d'amants en chemin vers le lieu de leur suicide (shinjū,, double suicide amoureux). Quant aux semeba, il s'agit de scènes de tortures érotisées. Généralement, les victimes sont de belles jeunes femmes, qu'on laisse mourir dans un cadre volontairement neigeux pour renforcer la tragédie de la scène par la beauté du paysage, qui fait ressortir le rouge du sang (symbolisé par le kimono et ses motifs). Les rôles féminins apparaissent évidemment dans d'autres scènes, mais celles-ci sont assez révélatrices du rôle largement figuratif, ou dans l'ombre de l'homme, des personnages féminins dans les pièces, qui sont plus volontiers orientés vers l'expression (hautement codifié et variant selon les rôles) des pleurs, de désespoir ou chagrin.

## Éléments scéniques, accessoires et performance

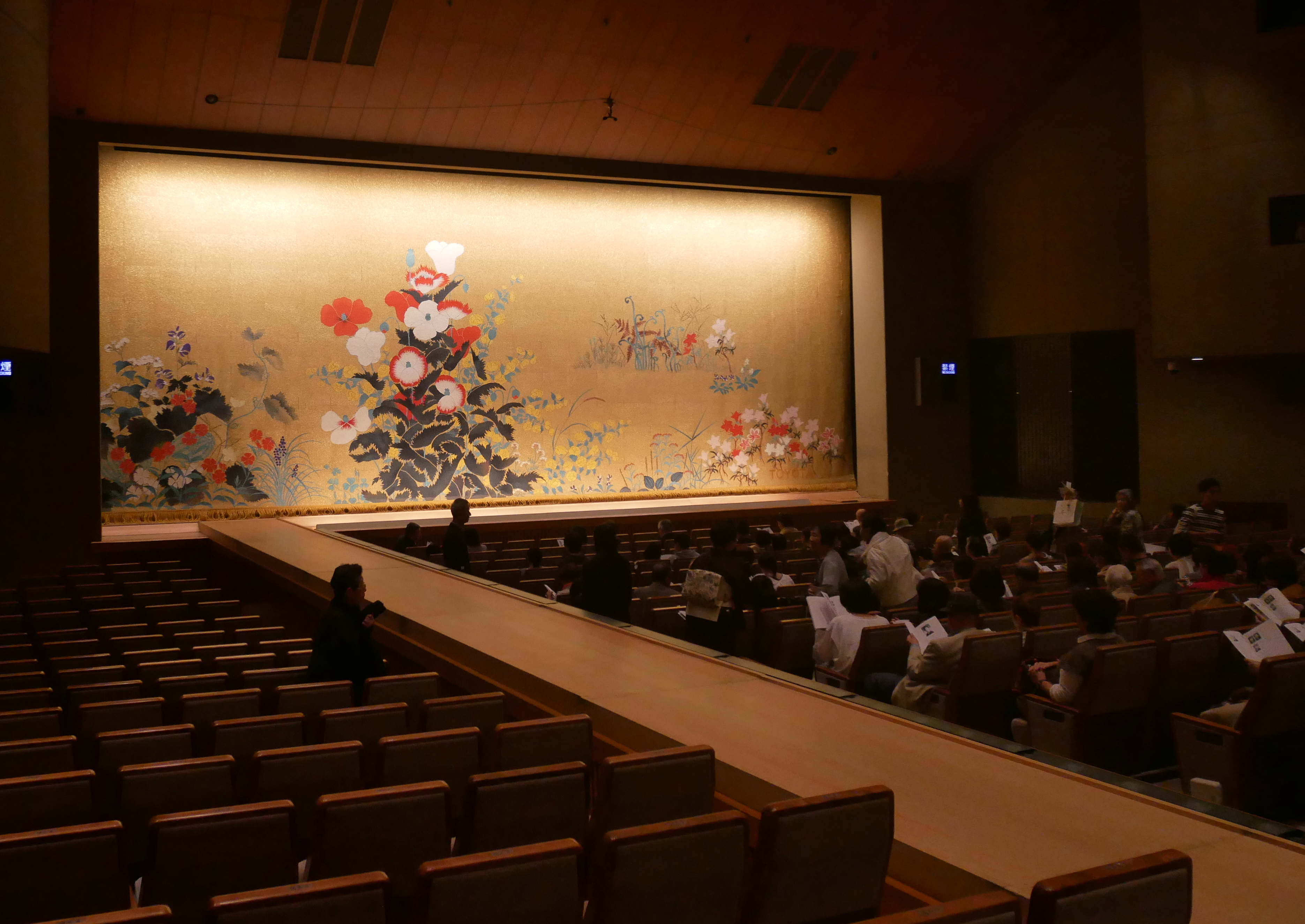
Hanamichi de la scène de kabuki, théâtre national du Japon

Le kabuki, coloré, exubérant et spectaculaire, se joue sur une scène avec quelques caractéristiques qui lui sont propres. Entre autres, le hanamichi, ou chemin des fleurs, un passage entre le fond de l'auditorium et la scène, régulièrement utilisé depuis environ 1730, permet de renforcer le lien au public et est utilisé pour l'entrée en scène de grands héros ou des processions de courtisanes de rang élevé. Évidemment, d'autres éléments du décor, lequel, à l'image de l'onnagata, signifie plus qu'il ne représente, mettent en valeur les acteurs.

### Déguiser le corps

#### Perruques

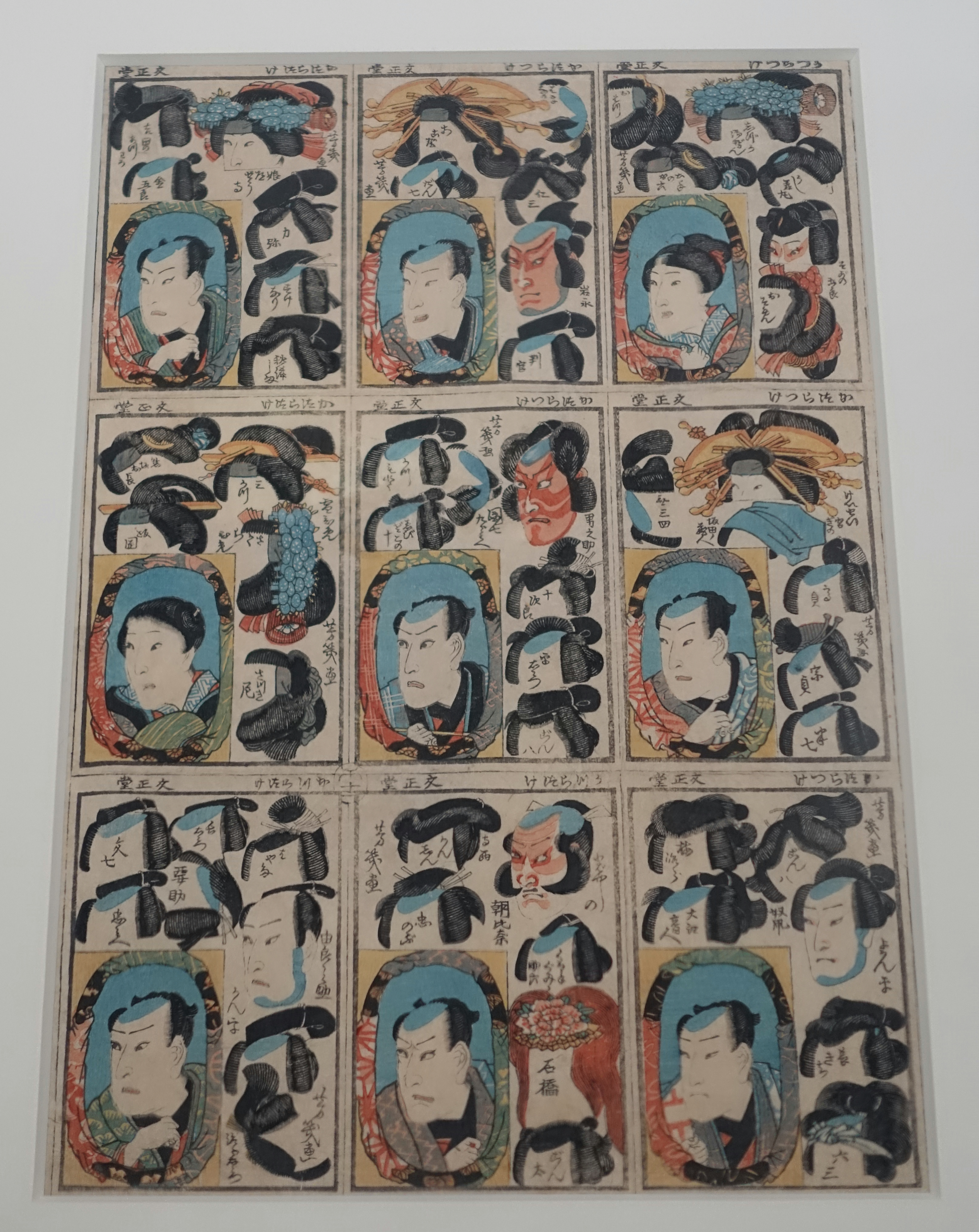
Ukiyo-e pour les enfants collectionneurs des images de perruques d'acteurs

Les perruques ou katsura, font partie des éléments visuels les plus importants du théâtre kabuki. Suivant l'interdiction des wakashu en 1652, on demande aux acteurs d'adopter le yarō, coupe des hommes adultes de l'époque, partiellement rasée. Après l'utilisation du murakami boshi, couvre-chef mauve, par Ukon Monzaemon, il devient donc nécessaire de porter une perruque, en particulier pour incarner des rôles féminins. Les premières, appelées zukin, wata bōshi et oki tenugui passaient plus pour des ornements peu réalistes, mais peu après le XVIIe siècle, quand le kabuki développe son art dramatique et littéraire, l'apparence des acteurs interprétant des rôles féminins devient importante et leurs perruques gagnent en réalisme. Elles sont rapidement suivies par les perruques masculines. Les perruquiers sont les katsuraya, responsables de l'attache des cheveux au cuir de base, et les tokoyama, les stylistes qui coiffent les perruques. Il existe différentes catégories de perruques : celles nommées par rapport à un rôle en particulier, les mage, qui tirent leur nom de la forme du chignon, les bin, nommées selon la forme des mèches sur les côtés, les maegami, nommées après la forme de leur toupet, celles nommées selon la forme de leur arrière, celles avec un nom qui leur est propre et celles qui regroupent plusieurs des caractéristiques mentionnées. Les perruques féminines incluent les marumage, fukiwa, katahazushi, tabo etc. Leur rôle est de rehausser la beauté du personnage. Selon le rôle joué, on va ensuite piquer divers accessoires dans les cheveux.

#### Maquillage
Le maquillage ou keshō, est un des éléments les plus visuellement frappants du kabuki. Chaque rôle possède son propre maquillage, que ce soit pour la ligne des yeux, le style de la bouche, des sourcils, etc. Il existe près d'une dizaine de styles de sourcils pour les rôles féminins, que l'on dessine après avoir rasé les sourcils naturels, ainsi que plusieurs types de bouches, aux deux lèvres maquillées, contrairement aux rôles d'hommes qui ne dessinent que la lèvre supérieure. Au niveau du visage, la base de maquillage la plus connue est blanche (oshiroi). Le kumadori,, un ensemble de lignes peintes sur le visage, ainsi que les bras et les jambes assez souvent, est certainement le style le plus distinctif. Il permet d'indiquer la nature fondamentale du personnage qui le porte (un humain bon ou mauvais, un esprit, un dieu…). Le bleu, qui indique un caractère négatif, est parfois appliqué sur les rôles féminins. Les onnagata doivent par ailleurs attacher un vêtement de coton spécial, appelé habutae, autour de leur tête pour relever leurs yeux et apparaître plus séduisants.

### Expression corporelle et musicalité

#### Danses et postures
La danse, buyō, est un élément central au théâtre kabuki, en particulier dans son premier siècle d'existence. Elle provient, avant même le furyū odori, de danses populaires appelées nenbutsu odori, kaka odori et yayako odori. 3 styles principaux sont à connaître : mai, qui réfère aux mouvements circulaires, odori qui dérive de danses avec des sauts, et furi, qui provient de la pantomime. Du théâtre de poupées, bunraku ou ningyō joruri, le kabuki emprunte aussi le michiyuki, une danse de voyage, et le ningyō buri, souvent interprété par de jeunes onnagata qui imitent les mouvements des poupées, sans réciter leurs propres lignes ; du nō, on retrouve en particulier les déplacements à petits pas, suriashi. Les premières danses sont d'abord l'oeuvre des femmes, en particulier dans les périodes Genroku (1688-1703) et Kyōhō (1716-1735). Les onnagata développent ensuite des danses qui jouent de la sensualité du corps et des vêtements (mouvements des longues manches, de la nuque), puis les acteurs de rôles masculins commencent à s'impliquer dans ce domaine au XVIIIe siècle. Chaque rôle, selon son âge, sa classe sociale, son genre, a une façon de se mouvoir qui lui est propre. Les henge mono ou danses des transformations apparaissent plus tard ce siècle-là, nécessitant pour l'acteur de changer plusieurs fois de tenues durant sa performance. Dans une journée de kabuki, on trouve habituellement une ou deux scènes dansées, ainsi qu'un shosagoto à la moitié du programme. À l'époque Meiji, de nouvelles danses apparaissent, qui mettent de côté les thèmes traditionnels et la fantaisie pour développer un certain réalisme, influencé par les Occidentaux. Ce nouveau genre est connu sous le nom de shin buyō.

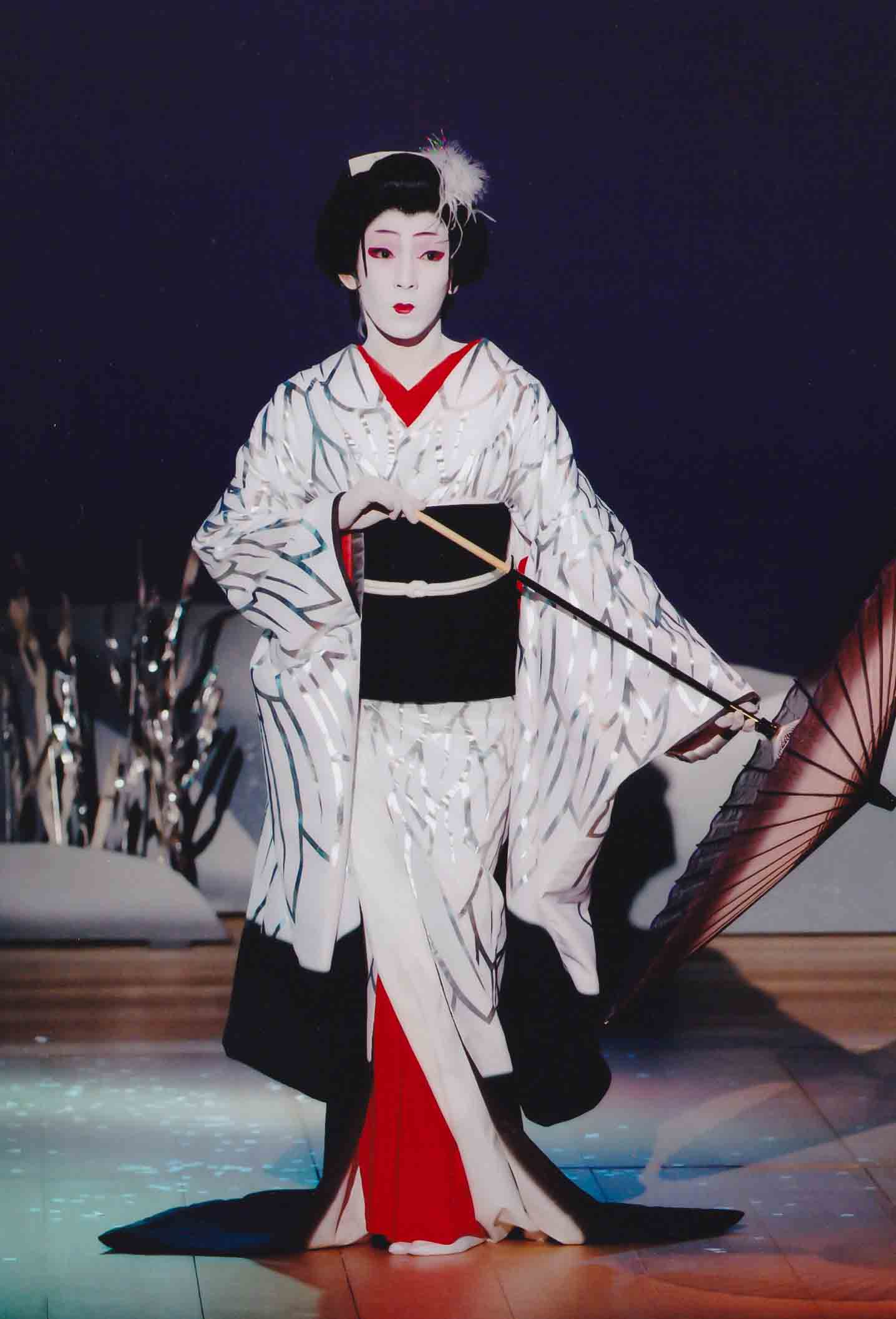
Sagi musume (The Heron Maiden), danse par lonnagata Akifusa Guraku

Dans la danse classique japonaise, chaque danse a un genre, une forme femelle ou mâle, onnagata ou otokogata, qui s'identifie principalement par le mouvement du corps dans l'espace. Cela ne signifie pas pour autant qu'un interprète masculin ne peut danser une danse féminine et vice-versa, car c'est bien le genre de la danse qui est central, et non pas celui du danseur. Cette construction du genre au sein même de la danse est purement artistique. La façon de se mouvoir d'un individu témoigne de son passé, d'une histoire autant culturelle, que sociale et émotionnelle et révèle autant du conscient que de l'inconscient. Dans le théâtre japonais, ces signaux sont codifiés et connus sous le nom de kata. Certains fondements chorégraphiques se retrouvent à la fois dans les danses de forme mâle et femelle, comme l'enracinement du corps, l'orientation de celui-ci, et l'importance du regard. Typiquement, les danses féminines tendent à faire apparaître le corps plus petit qu'il ne l'est : les jambes se tournent vers l'intérieur, les genoux se séparent rarement, on garde les épaules baissées, et les coudes généralement proches du corps, pointés en direction du sol. Les mains sont légèrement en forme de coupe, les pouces tournés vers l'intérieur. On attend aussi des danses féminines des gestes plus subtils et doux, des transitions entre les postures faites de courbes et d'arcs, alors qu'une danse masculine sera plus directe et incisive, ses mouvements plus expansifs. L'acteur de kabuki Onoe Baikō VII insiste en particulier sur la position des épaules, omoplates rapprochées, et le rapprochement des doigts, légèrement incurvés, pour faire paraître la taille de ses mains plus petites. Les danses féminines n'indiquent jamais une position de force et de détermination. Lorsqu'un onnagata danse, l'emphase est d'abord mise sur l'atmosphère ou l'humeur. Cependant, il est relativement commun qu'une danse masculine, plus "expressive", utilise des formes féminines par exemple pour illustrer ou mimer lors d'un voyage la rencontre de divers personnages (voir Kuruwa Hakke).  En dehors de la danse, la posture de l'onnagata reste codifiée, debout ou à genoux. À la différence des rôles masculins, les onnagata ne se figent pas dans les postures typiques du mie au regard fixe (nirami), qui marquent les temps forts de la pièce. Ils prennent parfois en revanche des poses appelées kimari, qui diffèrent notamment par la mobilité de leurs yeux du mie, ainsi que par leur intention: l'insistance sur l'élégance.

#### Musique
Suivant le développement des danses, le style musical s'est lui aussi transformé et enrichi. Basé depuis le yūjo kabuki sur le shamisen, il inclut des styles tels que le nagauta, littéralement "chant long",, dont le répertoire de base est d'une centaine de pièces d'environ 20 minutes, ainsi que les bungo-bushi, tokiwazu, tomimoto-bushi (plus rarement) et kiyomoto-bushi, qui se développent en même temps que le style de danse et pièce shosagoto. On emploie encore parfois aussi le gidayū bushi, originaire du bunraku. La musique a un rôle essentiel car elle rythme la narration et le jeu de l'acteur, contribuant à donner forme à l'atmosphère de la scène. Les styles kiyomoto et tokiwazu, récités d'une voix aiguë, et avec un shamisen dit chuzao, accompagnent principalement les danses et sont souvent employés dans les nureba, ainsi que, avec le tomimoto, dans les scènes de michiyuki et shinjū. Outre le shamisen, qui accompagne le jōruri, chant vocal narratif, on utilise aussi entre autres des tambours. Bon nombre des styles de danse et de musique du kabuki sont aujourd'hui interprétés par les geishas, qui émergent après 1629. D'ailleurs, le shamisen, un instrument d'hommes incorporé pourtant par des femmes dans le kabuki, a fait de celles qui en jouaient (et aujourd'hui encore) des femmes moins "dignes" que celles qui jouent du koto. Quant au nagauta, il en existe 3 styles, un pour la danse kabuki, un pour le dialogue kabuki et le dernier pour une musique sans lien avec ce théâtre. Évidemment, selon le rôle joué, la façon de chanter et l'emploi d'un vocabulaire spécifique sont à ajuster car les mots, leur sens, et les intonations sont aussi indicatifs des divers genres, rôles et émotions dans le kabuki, et plus largement la société japonaise. Physiologiquement, l'onnagata étant un homme, sa voix est par conséquent masculine et il ne tente pas une imitation exacte de celle de la femme.  Il cherche plutôt à créer une « impression » de féminité par son choix d'intonation, et par des changements entre le falsetto (voix la plus aiguë du registre masculin), de moins en moins utilisé à mesure que le rôle interprété est celui d'une personne âgée, et la langue parlée. Certains auteurs, dont fait partie Donald Keene, défendent l'idée qu'il n'est pas question de falsetto qui pourrait être confondu avec une voix de femme, mais bien de la voix de l'onnagata.

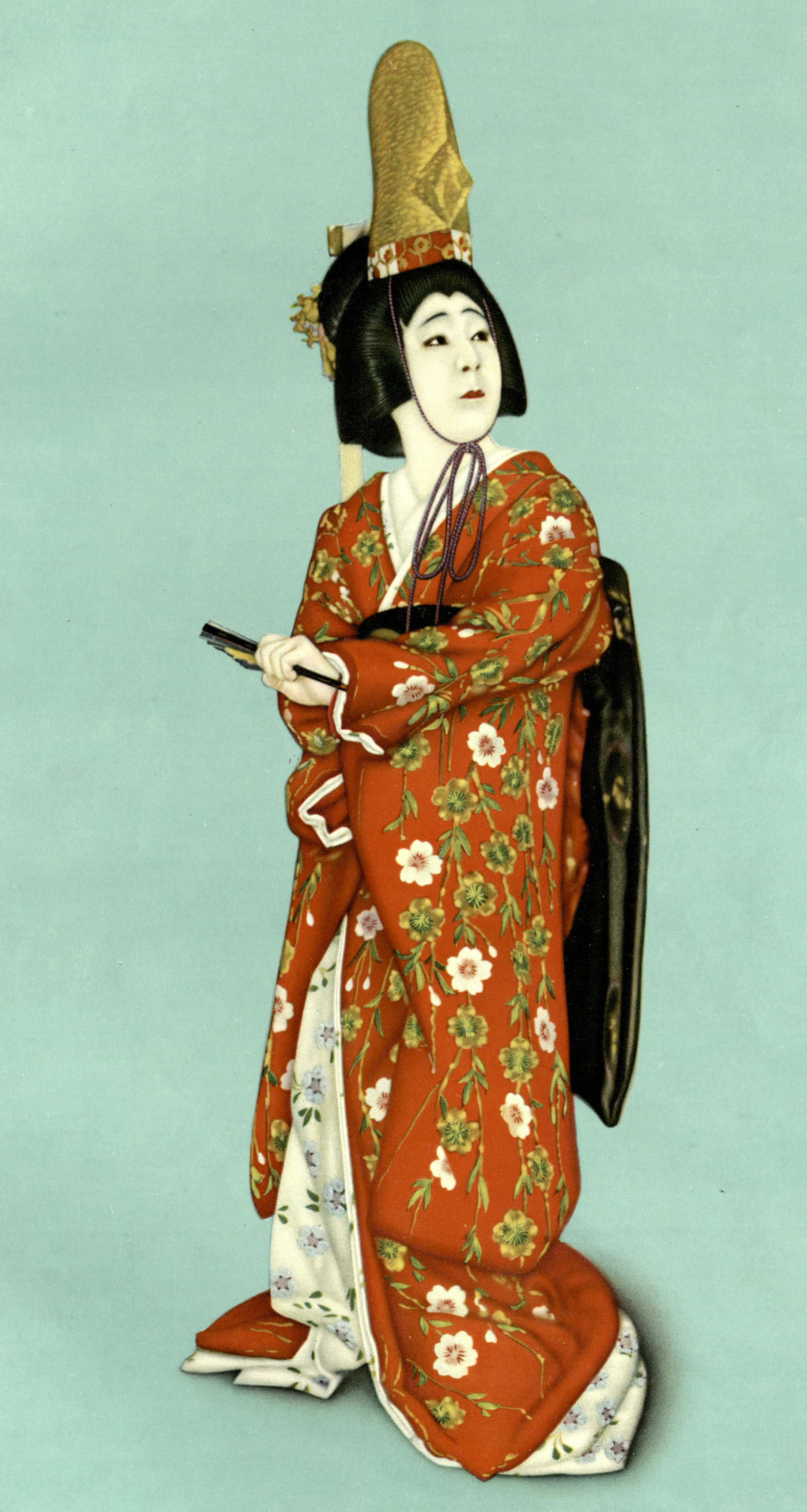
Kikugoro Onoe VI dans Kyôganoko Musume Dôjôji

#### Costumes

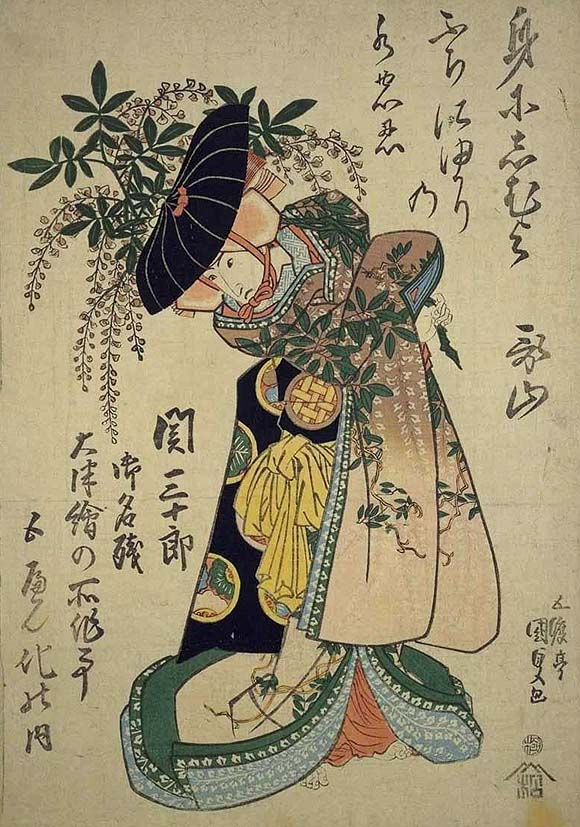
Fuji Musume

Concernant les costumes (ishō) enfin, ils sont eux aussi une part importante de la performance, ce qu'on peut illustrer avec l'exemple de la pièce Kyōganoko Musume Dōjōji. Dans cette pièce, on présente les diverses phases de l'amour d'une jeune femme dans une suite musicale et dansée. Chaque aspect de cet amour, et ses changements, sont illustrés par un nouveau costume dont la couleur, à la différence des motifs, change. L'acteur doit donc pouvoir se changer sur scène, et rapidement. Pour cela, un assistant, kōken, attache une corde au costume, qui révèle l'habit suivant à force de mouvements du danseur (une méthode connue sous le nom de Bukkaeri). Au même moment, la musique change elle-même. Il est aussi possible qu'un assistant vienne sur la scène pour aider au changement de costume (hikinuki). Les costumes, et accessoires, sont révélateurs du genre représenté sur scène et existent à divers "degrés", du simple kimono ou yukata à un costume complet. Pour les danses, les onnagata peuvent porter un kimono basique et un obi (ceinture), ainsi qu'un maquillage et une coiffure simple, ou au contraire un suodori, une coiffure féminine et un maquillage blanc, y compris sur les mains. Autrement, le costume n'est pas fait pour faciliter le mouvement mais pour arrêter l'œil du spectateur, qui peut reconnaître par quelques indices l'origine sociale de l'onnagata devant lui. Par exemple, les cols des kimonos des personnages de geisha ou courtisanes sont plus bas que ceux des autres femmes, et parmi les rôles de princesses (himesama), l'une d'elles, akahime (princesse rouge), se distingue par son kimono rouge. Les danses dites masculines permettent aux hommes comme aux femmes (quand celles-ci sont autorisées à jouer du kabuki, soit avant 1629 et à partir de Meiji) de s'habiller de façon formelle ou informelle. Les costumes peuvent donc prendre une dimension symbolique, et participent de la pièce, comme dans les scènes de nureba et semeba (les feuilles rouges symbolisant le sang), tout comme ils indiquent par leur réalisme ou inventivité si la pièce jouée est un sewamono ou un jidaimono. Il ne faut pas oublier les chaussures (geta) des onnagata qui peuvent parfois prendre des proportions impressionnantes en étant hautes de plusieurs dizaines de centimètres.

## Influences et évolutions du kabuki

### Femmes et onnagata
Si dans un premier temps, c'est la femme qui inspire les acteurs de kabuki, l'interprétation de ces derniers dépasse la simple reproduction, si bien qu'à l'époque Edo, qui fait des onnagata la personnification de l'idéal féminin, certaines femmes commencent à imiter les acteurs, lesquels atteignent parfois un statut à la croisée entre l'homme et la femme. C'est la naissance d'un 3e genre, d'autant plus admis que durant l'ère Edo sexe et genre n'étaient pas considérés comme nécessairement unitaires. Malgré la publication de livres tels que Greater Learning for Women ou Women's Treasury qui exhortent les femmes à se comporter telle qu'elles l'ont toujours fait, une tendance à l'imitation des rôles féminins émerge donc, comme avec l'apparition d'outils et de tissus rappelant les objets utilisés par les onnagata. En effet, si aujourd'hui on distingue aisément l'écart entre la féminité artificielle et fantasmée de l'art des onnagata et celle, "naturelle", des femmes, à l'époque Edo, femmes et onnagata partageaient le concept de féminité, comme d'une seconde nature développée par la pratique. Dans "The Words of Ayame", l'emphase est mise sur le corps, sa posture et ses mouvements. Certaines actions sont en effet supposément porteuses d'une signification qu'il faut être capable de représenter au théâtre. Cette connexion entre l'apparence physique et l'essence d'un être est aussi développée dans "The Secret Transmissions of an Onnagata", peut-être en référence à la notion bouddhique du corps et de l'esprit comme une même entité (shinshin ichinyo). Certaines femmes commencent donc à porter les décorations qu'on trouve dans les coiffures au théâtre, entre autres choses, si bien qu'on peut considérer que les femmes et les acteurs de rôles féminins se sont mutuellement inspirés, créant un rapport circulaire à la féminité. Ce qui était d'abord une représentation de la femme va bientôt être à l'origine de nouvelles restrictions pour celle-ci, créant chez les spectateurs masculins et féminins de nouvelles attentes, régulations, et finalement interdictions concernant les gestes et manières des "vraies" femmes. Des simples observations des acteurs onnagata, d'abord sur la gestuelle, apparaissent des généralisations telles que : la femme doit être faible, chaste, honnête, obéissante, sensible, autant de remarques qui lient corps et esprit et catégorisent la féminité.

### Les femmes dans le kabuki
Dans certains cas, plusieurs auteurs estiment qu'il y a une limite à l'interprétation masculine de la femme dans le kabuki :
« A male impersonator of female roles might be able to portray a woman's weakness to a certain extent, but there is no way he could portray her strength. » (Tamura 1912: 146)
Il s'agit d'une idée appuyée par Hasegawa Shigure qui indique deux domaines dans lesquels un acteur onnagata ne peut dépasser une actrice : le chant dans les pièces modernes et le port de vêtements occidentaux modernes, qui, contrairement aux kimonos à longues manches et bas, révèlent les mains et les pieds. Cela explique peut-être, en plus du passage à l'ère Meiji (donc du retour aux influences occidentales) et de la fin des Tokugawa, le retour des femmes dans le kabuki à la fin du XIXe siècle. Ainsi, les théâtres mineurs (ōshibai) ouvrent leurs portes aux femmes, qui jouent alors nombre de pièces semblables à celles du kabuki masculin. Ces nouvelles actrices, onna yakusha, tentent alors de se faire connaître. Une seule y arrive durablement, Ichikawa Kumehachi (1846?-1913), entraînée par Ichikawa Danjūro IX (1838-1903) à partir de 1888, avec les deux filles du maître, mais ayant déjà acquis auparavant de l'expérience sur scène. Il est à noter que le terme onna yakusha ou encore parfois onna haiyū implique que l'acteur standard (yakusha ou haiyū) est masculin, ce qui sous-entend que le jeu féminin est au mieux une imitation, sinon une aberration. En 1886, alors que Kumehachi fait de la scène depuis 20 ans environ, une nouvelle Société est fondée : Engeki Kairyō-Kai ou Société pour la Réforme du Théâtre qui souhaite réformer le kabuki par l'abandon des vieilles traditions. Leur proposition la plus radicale consiste en l'introduction d'un kabuki mixte, bientôt suivie par la proposition d'un journal, le Yomiuri shinbun, que Kumehachi remplace le partenaire onnagata de Danjūrō. Elle devient effectivement une disciple du maître en 1888. Ce dernier multipliait les expériences théâtrales, tentant de briser la démarcation (quoique fictive) entre les jidaimono et les sewamono ou de faire évoluer les costumes, la langue, l'art scénique. Danjūrō considérait qu'il n'existait par ailleurs plus d'onnagata pur, c'est-à-dire d'hommes qui étendraient leur image scénique à leur vie personnelle et que donc seule une actrice (joyū) pourrait assumer une rivalité « with the spirit of the far-away Western theater that captures the truth. ». Cette recherche du réalisme chez Danjūrō n'empêche pas cependant Ichikawa Kumehachi d'interpréter des rôles féminins et masculins, en cachant sa poitrine, forçant sa voix et jouant des épaules pour augmenter sa stature. Elle préconise par ailleurs que les femmes étudient la technique des onnagata avant d'incarner un rôle féminin, pour éviter d'être éclipsées par les hommes sur scène. En 1948, une nouvelle troupe de Kabuki naît, les « Ichikawa Girls' Kabuki Troupe », directement inspirée par Kumehachi et Danjūrō, mais amenée à changer de nom comme les actrices vieillissent, pour devenir les « Ichikawa Actress Company ». Cependant, l'arrivée des télévisions et divers problèmes font décliner leur popularité et la troupe se sépare officiellement dans les années 60, se réformant pour quelques spectacles ponctuels jusque dans les années 90.

### Le kabuki actuel

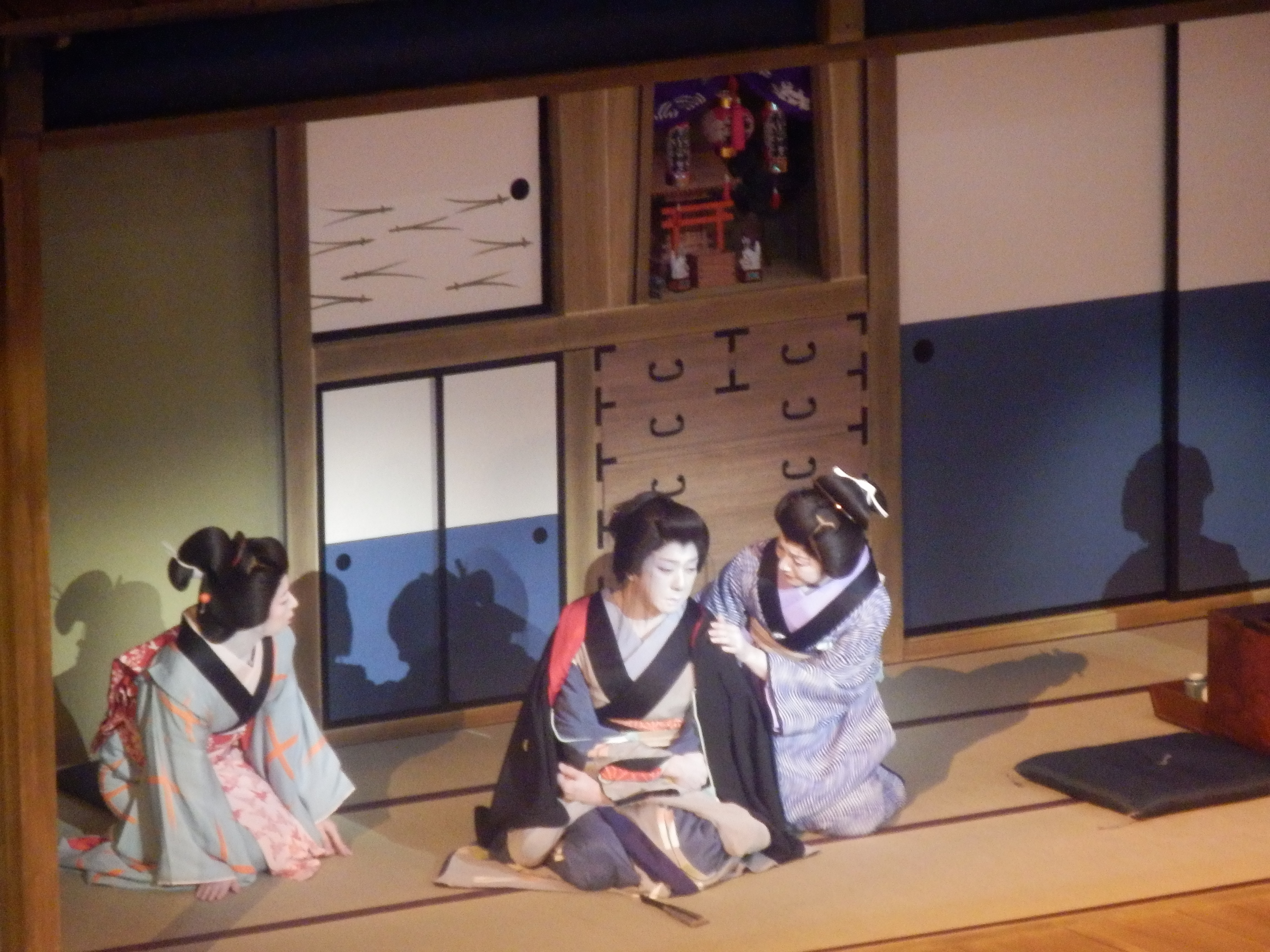
Bando Tamasaburo V au centre, Nihonbashi, décembre 2012

Qu'en est-il alors du kabuki contemporain, aussi connu sous le nom de shin-kabuki (nouveau kabuki) depuis la deuxième moitié de l'ère Meiji ? Pour beaucoup de personnes, le terme de kabuki féminin est encore oxymorique, peut-être en raison de l'existence du Takarazuka, qui ne fait apparaître que des femmes sur scène, mais fut un genre rival du « Ichikawa Girls' Kabuki ». Aujourd'hui, le kabuki reste un spectacle d'homme, bien que son public soit principalement féminin. Pour autant, certains acteurs se disent favorables à la présence de femmes sur scène, comme c'est le cas de Nakamura Shichinosuke II. Ce n'est cependant pas la position de tous les acteurs, certains considérant encore que l'une des plus grandes prouesses de ce théâtre est de parvenir à représenter la féminité sans être femme, et que ce serait perdre l'essence de cet art que de l'ouvrir à la gent féminine. À défaut d'un renouveau chez les acteurs, on assiste cependant à une modernisation des pièces, et à l'apparition d'un nouveau répertoire, et donc à un changement de la représentation féminine. L'acteur Bandō Tamasaburō V (1950-) en est un bon exemple, ayant aussi incarné des femmes puissantes, étrangères voire des rôles masculins et féminins (voir Nastasja), jusqu'au cinéma. Le kabuki moderne adapte aussi des œuvres populaires, comme les manga One Piece et Naruto, ou met en scène des pièces qui incluent un personnage virtuel (et « féminin ») populaire au Japon, la vocaloid Hatsune Miku. De la même façon, la culture populaire s'est emparée du kabuki, et le représente, un peu comme à l'époque Edo avec ses estampes, dans les mangas et les animés, n'hésitant pas, elle, à y mélanger les genres.

### Kabuki et culture populaire: œuvres
(Liste non exhaustive)

#### Pièces
- Super Kabuki II: One Piece, 2015
- Cho Kabuki: Hanakurabe Senbonzakura, 2016
- Cho Kabuki: Kuruwakotoba Awasekagami, 2017
- NARUTO, Théâtre Minamiza, juin 2019

#### Manga
- Backstage Prince de Kanoko Sakurakouji
- Hanakoi Tsurane de Isaku Natsume
- Kabuki de Yukari Hashida
- Le Chemin des Fleurs de Ako Shimaki

#### Anime
- Kabuki: Kabuki-bu!［カブキブ! par Studio Deen

#### Jeux vidéos
- Kabuki Quantum Fighter sur NES
- Kabuki Warriors sur NES

#### Plusieurs références à Izumo no Okuni

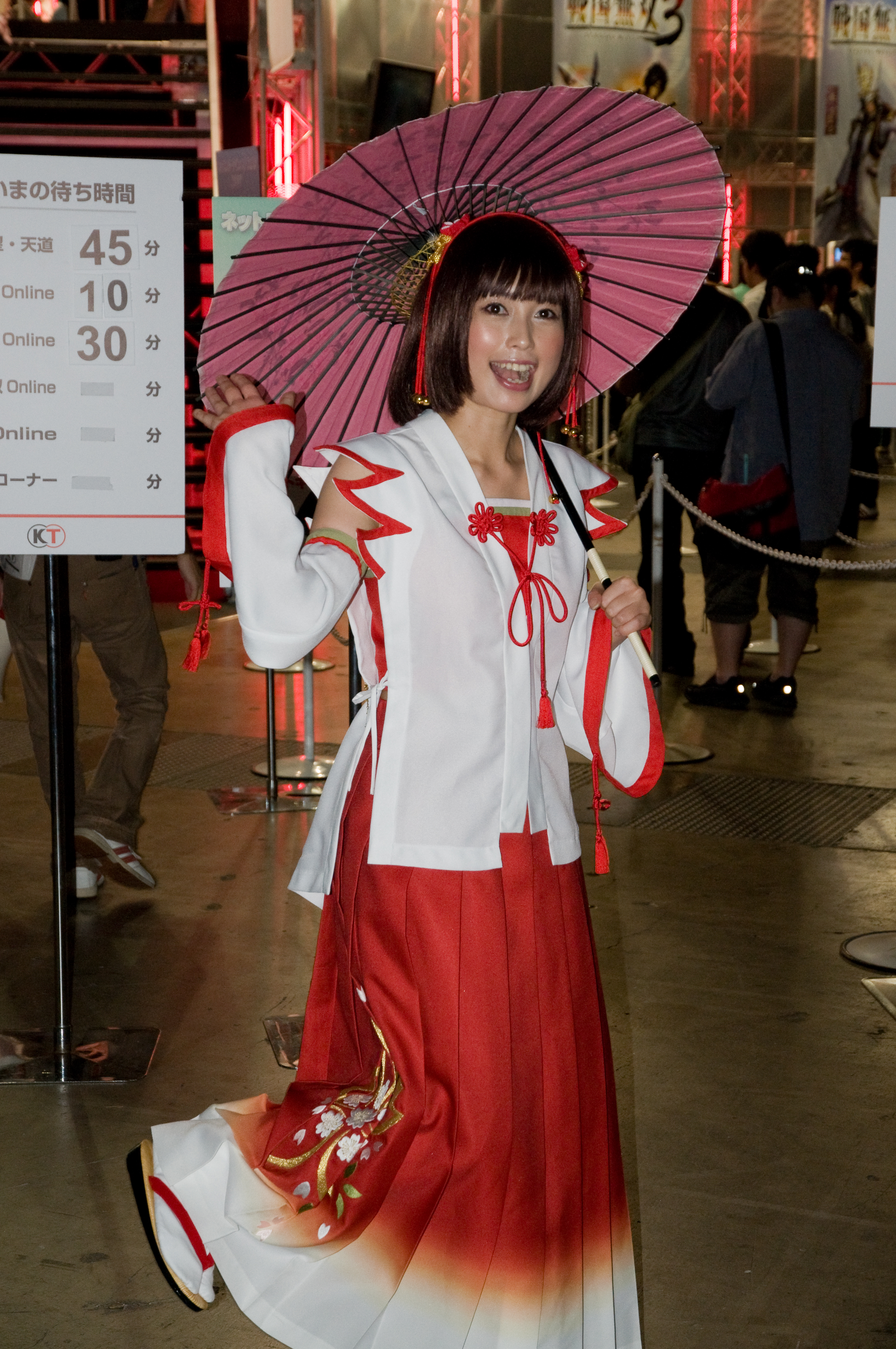
Izumo no Okuni, cosplay issu de Samurai Warriors 3

- Un roman de Sawako Ariyoshi et un drama (2006) sur NHK adapté du roman d'Ariyoshi
- Des jeux vidéos : Samurai Warriors, Onimusha Tactics, Warriors Orochi, Ōkami
- En manga et anime avec Samurai deeper kyo

### Sources complémentaires
(avril 2019).
- (en) Iezzi, Julie A., "Kabuki : superheroes and femmes fatales" dans A History of Japanese Theatre., Cambridge, Cambridge University Press, 2016, Pp.102-140
- (en) Kamimura, Iwao, Kabuki Today : The Art and Tradition, Kodansha International., (2001)
- Tschudin, Jean-Jacques, « "Danjūrō's katsureki-geki (realistic theatre) and the Meiji "Theatre Reform" Movement" », Japan Forum 11 (1),‎ (1999), Pp.83-94.
- (en) Vollmann, William T., "Modern Formations of Gender and Performance" dans Kissing the Mask : Beauty, Understatement and Femininity in Japanese Noh Theater, Ecco., (2010), Pp.15-24
- (en) Yonezo, Hamamura et al., Kabuki, Tokyo, Kenkyusha, (1966)
- (en) Yoshida, Chiaki, Kabuki : The Resplendent Japanese Theater., Japan Times., 1977
- (en) « Invitation to Kabuki: Guidance for Kabuki appreciation. », sur Japan Arts Council. (consulté le 22 mars 2019)